# Aristion von Paros
Aristion von Paros war ein griechischer Bildhauer und wirkte im 6. Jahrhundert v. Chr. Die ihm zugeschriebenen Werke werden von 540 bis 525 v. Chr. datiert.

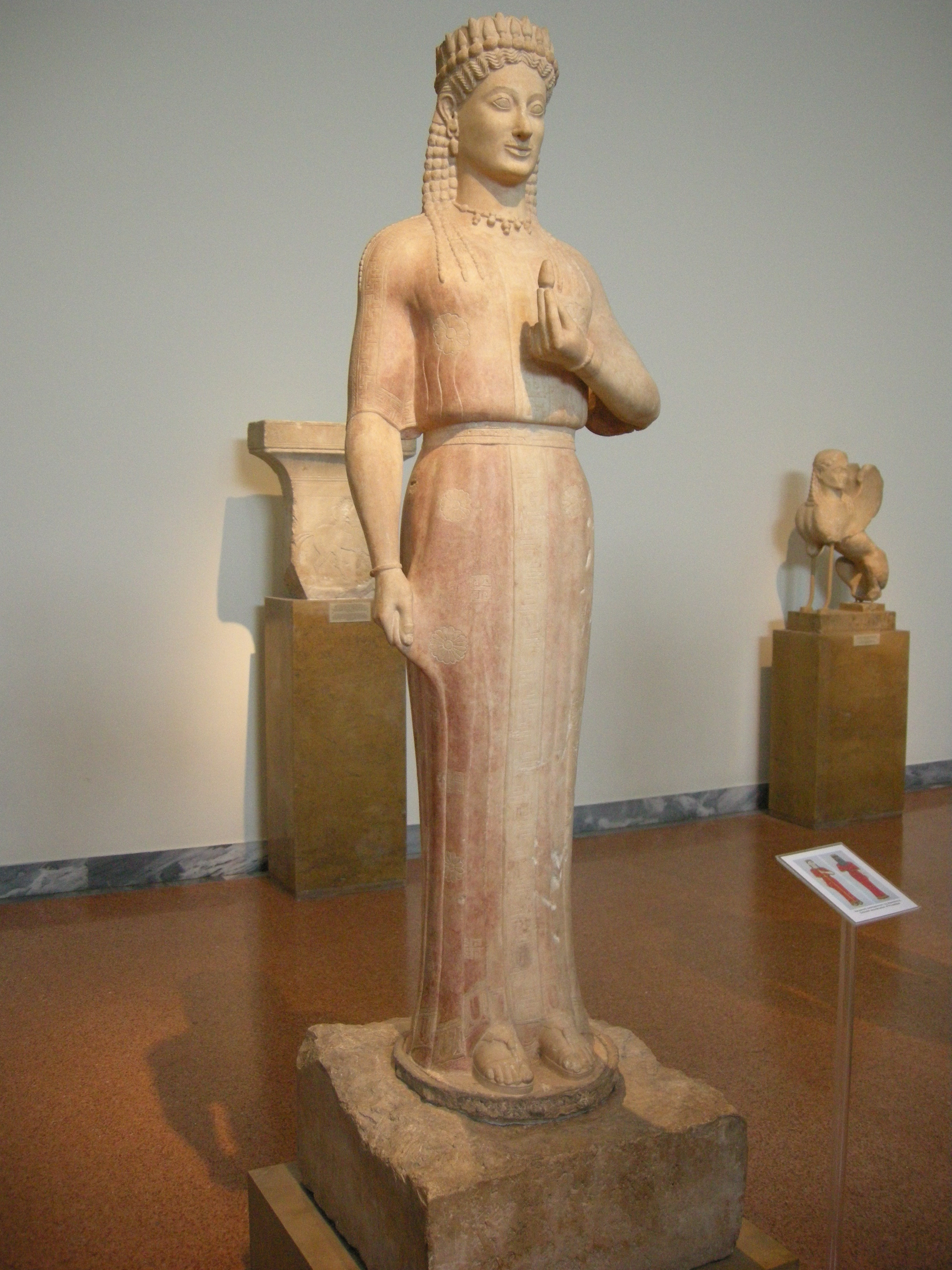
Die Kore Phrasikleia des Aristion von Paros.

Aristion ist nicht durch antike Schriftsteller belegt, jedoch wurden einige Signaturen von ihm auf Grabmonumenten aufgefunden. So wurden 1839 und 1858 in Athen drei Fragmente einer Basis des Grabmonuments eines Antilochos gefunden, die Aristions Signatur trägt. Eine weitere Statuenbasis aus dem Kerameikos war einem Verstorbenen namens Xenophantes gewidmet. Die Archäologin Brunilde Sismondo Ridgway vermutet, dass Aristion auch den Ost- und den Nordfries des siphnischen Schatzhauses in Delphi geschaffen hat. Elena Walter-Karydi lehnt eine Gleichsetzung mit diesem als Meister B benannten Bildhauer vehement aus stilistischen Gründen ab.
Eine Basis mit einer weiteren Signatur von Aristion, die in der Panagia-Kirche in Merenda verbaut war, war schon lange bekannt. 1972 entdeckte man bei Grabungen in der Nähe, beim antiken Ort Myrrhinous, zwei Statuen – einen männlichen Kouros und eine weibliche Kore namens Phrasikleia. Sofort erkannte man, dass die Basis zur Korestatue gehörte und konnte dies auch eindeutig nachweisen. Es ist wahrscheinlich, dass auch der Kouros von Aristion stammt.
Es wurde von einigen Forschern vermutet, dass die Grabstele des Aristion, die von Aristokles geschaffen wurde und den Toten als Hoplit darstellt, auf dem Grab des Aristion von Paros stand. Sie wird auf die Zeit zwischen 520 und 510 v. Chr. datiert.